# Convexella divergens
Convexella divergens is een zachte koraalsoort uit de familie Primnoidae. De koraalsoort komt uit het geslacht Convexella. Convexella divergens werd in 1907 voor het eerst wetenschappelijk beschreven door Hickson. 